# 제이슨 매튜 스미스
제이슨 매튜 스미스(Jason Matthew Smith, 1972년 11월 8일 ~ )는 미국의 배우, 텔레비전 배우이다.
인디애나폴리스에서 태어났다.

## 방송
- 썬즈 오브 아나키 2

## 영화
- 스타 트렉: 더 비기닝 (2009년)
- 선스 오브 아나키 (2008년)
- 빅 러브 (2006년)
- 리바운드 (2005년)